# Verbandsgemeinde Saarburg
Saarburg was een verbandsgemeinde in het Duitse district Trier-Saarburg
in de Duitse deelstaat Rijnland-Palts. Op 1 januari 2019 is de nieuwe Verbandsgemeinde Saarburg-Kell ontstaan door de fusie met de Verbandsgemeinde Kell am See.

## Gemeenten
1. Ayl
2. Fisch
3. Freudenburg
4. Irsch
5. Kastel-Staadt
6. Kirf
7. Mannebach
8. Merzkirchen
9. Ockfen
10. Palzem
11. Stadt Saarburg
12. Schoden
13. Serrig
14. Taben-Rodt
15. Trassem
16. Wincheringen